# Manoir d'Aubenton
Le manoir d'Aubenton est un manoir situé à Aubenton, en France. Il est construit au XVIIe siècle.
Ce bâtiment (façades et toitures du bâtiment sur rue et de l'aile en retour à l'exclusion de la tour d'escalier et de l'auvent arrière) fait l’objet d’une inscription au titre des monuments historiques depuis le 29 décembre 1978.

## Localisation
Le manoir est situé sur le territoire de la commune d'Aubenton, dans le département de l'Aisne.

## Description

### Extérieur
Le bâtiment principal est construit en briques avec un solin en pierre calcaire moyen appareil, l'aile en retour est en briques également comme le mur de clôture de la propriété qui est partiellement rempli de pierre de taille calcaire. Le portail attenant au logis est en pierre calcaire à bossage.

### Toiture
Le bâtiment principal est couvert d'un toit à long pans à pignon découvert, l'aile en retour d'une croupe brisée, les trois lucarnes de cette aile d'une croupe ronde débordante, la tourelle carrée sur l'élévation postérieure d'un toit en pavillon.

### Intérieur
Le logis en rez-de-chaussée surélevé et à élévation ordonnancée, comporte deux étages de sous-sol voûtés en brique et pierre calcaire, accessibles par un escalier droit en maçonnerie. L'escalier central à retour avec jour du logis est en chêne.

### Jardin
Le parc paysager à l'Anglaise abrite un pavillon de jardin couvert en chaume et une rocaille de jardin. Redessiné sur les plans de l'actuel propriétaire, il a été restauré depuis                                                            les années 1980.

## Historique
Le manoir occupe l'emplacement d'un logis médiéval dont ne subsistent que des caves du XIIIe siècle, vraisemblablement à usage de souterrain-refuge, remaniées au XVIe siècle. Le millésime 1612 était visible au XIXe siècle sur une pierre de la maçonnerie. La forme des fenêtres, celle du toit corroborent le XVIIe siècle comme date de construction. Situé à proximité du rempart et d'une porte de la ville, le manoir a peut-être joué un rôle défensif. Il est doté d'une aile en retour sur la cour arrière, avec écuries au rez-de-chaussée, qui daterait du XVIIIe siècle. Devenu, sous la Restauration, propriété de Louis Henri, duc de Bourbon, prince de Condé, le manoir passa à son fils, Henri de Condé, qui en fit un lit douillet pour sa maîtresse, Miss Dawes, avant d'être acquis par la comtesse de Poligny. Le décor intérieur fut mis en place à cette époque, pour être ensuite remanié dans la seconde moitié du XIXe siècle (les lambris de revêtement et l'escalier en retour datent de la fin de ce siècle). La tourelle carrée sur l'élévation postérieure aurait été construite entre 1872 et 1880. Vers la fin du XIXe siècle, l'édifice fut converti en hôtel de voyageurs, l'« Hostellerie du Vieux Manoir ».

## Pour approfondir